# Peggy Flanagan
Peggy Flanagan, in ojibwe: Gizhiiwewidamookwe (Minnesota, 22 settembre 1979), è una politica statunitense, vice governatrice del Minnesota a partire dal 2019.
In precedenza è stata membro della Camera dei rappresentanti del Minnesota per il distretto 42A dal 2015 al 2019.

## Biografia
Peggy Flanagan è nata il 22 settembre 1979, figlia di Marvin Manypenny, attivista per i diritti dei nativi americani. Flanagan è cresciuta nella città di St. Louis Park con sua madre, un'infermiera. Ha origini irlandesi e native americane, precisamente di etnia ojibwe. Ha conseguito il diploma alla St. Louis Park High School. Nel 2002 ha conseguito la laurea in psicologia infantile e storia nativa americana presso l'Università del Minnesota.

## Carriera politica

### Vice governatrice del Minnesota
Nel 2017, Flanagan si candidò alla carica di vicegovernatrice dello stato del Minnesota, unendosi al ticket dell'allora membro della Camera dei Rappresentanti Tim Walz, vincitore delle primarie democratiche per le elezioni governatoriali del 2018. Walz e Flanagan sconfissero i candidati repubblicani risultando eletti. Essi sono stati rieletti nel 2022.